# Chiesa dei Santi Cosma e Damiano (Genova)
La chiesa dei Santi Cosma e Damiano è un luogo di culto cattolico del centro storico di Genova, situato in piazza San Cosimo, nel quartiere del Molo. La sua comunità parrocchiale fa parte del vicariato "Centro Est" dell'arcidiocesi di Genova.

## Storia
La chiesa è situata in una piazzetta del centro storico di Genova, raggiungibile solo attraverso stretti vicoli, ai piedi della collina di Castello, nell'area in cui si era sviluppato l'insediamento urbano in epoca romana.
Le prime attestazioni documentate sono riportate in un documento datato 21 aprile 1049, che è probabilmente l'anno della sua costruzione, ma secondo la tradizione si ritiene che fin dal VII o dall'VIII secolo in quest'area sorgesse una cappella di una famiglia o di un'organizzazione artigiana, costruita in epoca longobarda e dedicata in origine a san Damiano, vescovo di Pavia, che si adoperò per la conversione dei Longobardi al cattolicesimo e diventò il primo vescovo cattolico di Pavia dopo la parentesi ariana.
La primitiva chiesa fu ampliata alla fine di quello stesso secolo o all'inizio del XII, epoca alla quale risalgono i muri perimetrali e la zona absidale. Fu eretta in parrocchia probabilmente nel 1147 e la partecipazione del suo rettore all'elezione del vescovo di Genova Ugone della Volta nel 1163 ne testimonia l'importanza in quel periodo. Nello stesso secolo fu anche eretta la torre nolare ottagonale con bifore e realizzato il portale.
Nel 1296 Enrico Mallone e Nicolò Spinola fecero dono alla chiesa di alcune reliquie di san Damiano, martire in Cilicia nel 287 insieme al fratello Cosma, che gli stessi avevano portato da Costantinopoli. Risale probabilmente a quell'epoca il cambio della dedica della chiesa, che da quella data è citata nei documenti con la doppia intitolazione ai due fratelli medici, mentre in precedenza era menzionata solamente come chiesa di San Damiano.
Nel 1476 la corporazione dei chirurghi e barbitonsori di cui i due santi sono i patroni, faceva realizzare nella chiesa il sepolcro comune tuttora esistente.
A causa del bombardamento navale francese del 1684 fu distrutto il tetto a capriate lignee, sostituito con una nuova copertura con volte a crociera in muratura.
Altri gravi danni furono causati, durante la seconda guerra mondiale, dai bombardamenti del novembre 1942, che colpirono la parete sinistra del transetto, il tetto e una delle colonne interne, ripristinati negli anni immediatamente successivi alla fine del conflitto.

## Descrizione
La chiesa è in stile romanico; alla prima costruzione dell'XI secolo appartengono il presbiterio e le absidi, mentre il resto dell'edificio risale alla ristrutturazione dei primi anni del Duecento.

### Esterno
La facciata a capanna, in pietra, tripartita da lesene nella parte superiore, presenta in basso un basamento nel quale sono ricavate tre tombe ad arcosolio con arcate a tutto sesto del XII secolo ed una con arco a sesto acuto retto da colonnine gotiche, con paramento a bande bianche e nere, detta "tomba del Barisone", realizzata durante la ristrutturazione del XIII secolo. Nella facciata si aprono due monofore e in alto un finestrone semicircolare, realizzato nel XVII secolo, quando venne costruito il tetto in muratura in sostituzione di quello originario a capriate lignee, distrutto dal bombardamento francese del 1684. Nella parte superiore della facciata restano tracce del primitivo rosone.
Il portale strombato, sopraelevato di sette scalini, risalente alla metà del XII secolo, è sormontato da un architrave di reimpiego di epoca romana, ornato con intarsi policromi medioevali, e da un arco tondo a bande bianche e nere sostenuto da un fascio di sottili colonne con capitelli decorati.

#### Campanile
Il campanile, risalente al XII secolo ,è una piccola torre nolare, in quanto incorporata nella struttura dell'edificio principale, tipica del romanico, con un ordine di monofore ed uno di bifore, è impostato sull'incrocio della navata centrale col transetto e termina con una cupola ottagonale.

### Interno
L'interno ha tre navate divise da sei colonne a rocchi bianchi e neri con capitelli a "foglie d'Acanto". Alla prima edificazione risalgono anche i due pilastri cruciformi del transetto e le tre absidi, poco profonde, probabilmente per non restringere il percorso viario fra la collina di Castello e il porto, che passava vicino alla chiesa.
Le parti dell'edificio più antiche sono in pietre di Promontorio , mentre le strutture posteriori sono in mattoni a vista.

### Opere d'arte
Poche ma di grande qualità le opere d'arte conservate nella chiesa. Tra le opere pittoriche più importanti i dipinti Ester e Assuero di Bernardo Castello (XVI secolo) e la Madonna col Bambino e i santi Cosma e Damiano che guariscono i malati di Gioacchino Assereto (XVII secolo).
Altri dipinti raffigurano il Transito di san Giuseppe di Giovanni Andrea De Ferrari (XVII secolo) e la Madonna del Soccorso di Barnaba da Modena (XIV secolo), del quale era un tempo conservata nella chiesa anche la Madonna del Latte ora in San Donato. Numerose altre opere pittoriche citate dall'Alizeri nella Guida artistica per la città di Genova, pubblicata nel 1846, sono andate perse nel tempo.
Tra le opere scultoree una statua in marmo dell'Immacolata di Pierre Puget del XVII secolo. Nell'abside di sinistra sono collocati il fonte battesimale medioevale, in marmo scolpito, e l'organo a canne costruito nel 1764 da Filippo Piccaluga e figlio.